# Александар Дамјановић (политичар)
Александар Дамјановић (Титоград, 22. децембар 1969) јесте црногорски економиста и политичар. По образовању је магистар економских наука и бивши  је министар финансија Владе Црне Горе, као и члан Главног одбора Социјалистичке народне партије.

## Биографија

### Образовање
Дипломирао је 1992. године на Економском факултету Универзитета Црне Горе у Подгорици са просечном оценом 9,29, а затим је 1995. године завршио постдипломске студије на Економском факултету Универзитета у Београду, на смеру банкарство и финансијски менаџмент.
На Економском факултету Универзитета у Београду је 1996. године завршио и магистарске студије, одбранивши магистарски рад на тему "Улога обвезница на међународном финансијском тржишту".
Похађао је бројне семинаре и обуке у области европских интеграција, међу којима су неки били под покровитељством Европске комисије и Савета Европе.

### Професионална каријера
Од 1992. до 1994. године је радио као саветник за финансијски систем и кредитну подршку привреди у Министарству финансија Владе Црне Горе. Од 1995. до 2002. године је био самостални девизни инспектор у контроли при подгоричком одељењу Савезног девизног инспектората Министарства финансија Савезне Републике Југославије.
Био је вршилац дужности директора Управе прихода и царина.

### Политичка каријера
Од 2003. до 2007. године, био је пословни секретар Клуба посланика Социјалистичке народне партије у Скупштини Црне Горе, као и саветник за економска питања. Члан је Главног одбора Социјалистичке народне партије.
За посланика у Скупштини Црне Горе је први пут изабран 2007. године, а од 2011. године је био и председник Клуба посланика Социјалистичке народне партије. У парламенту је био председник Одбора за економију, финансије и буџет, као и члан Одбора за политички систем, правосуђе и управу.
Скупштина Црне Горе га је 28. априла 2022. године изабрала за министра финансија у Влади Дритана Абазовића.

### Приватни живот
Ожењен је и отац двоје деце. По вероисповести је православац.